# Letitia Mumford Geer
Letitia Mumford Geer   (Manhattan, 1852 - Bronx, 18 de juliol de 1935)

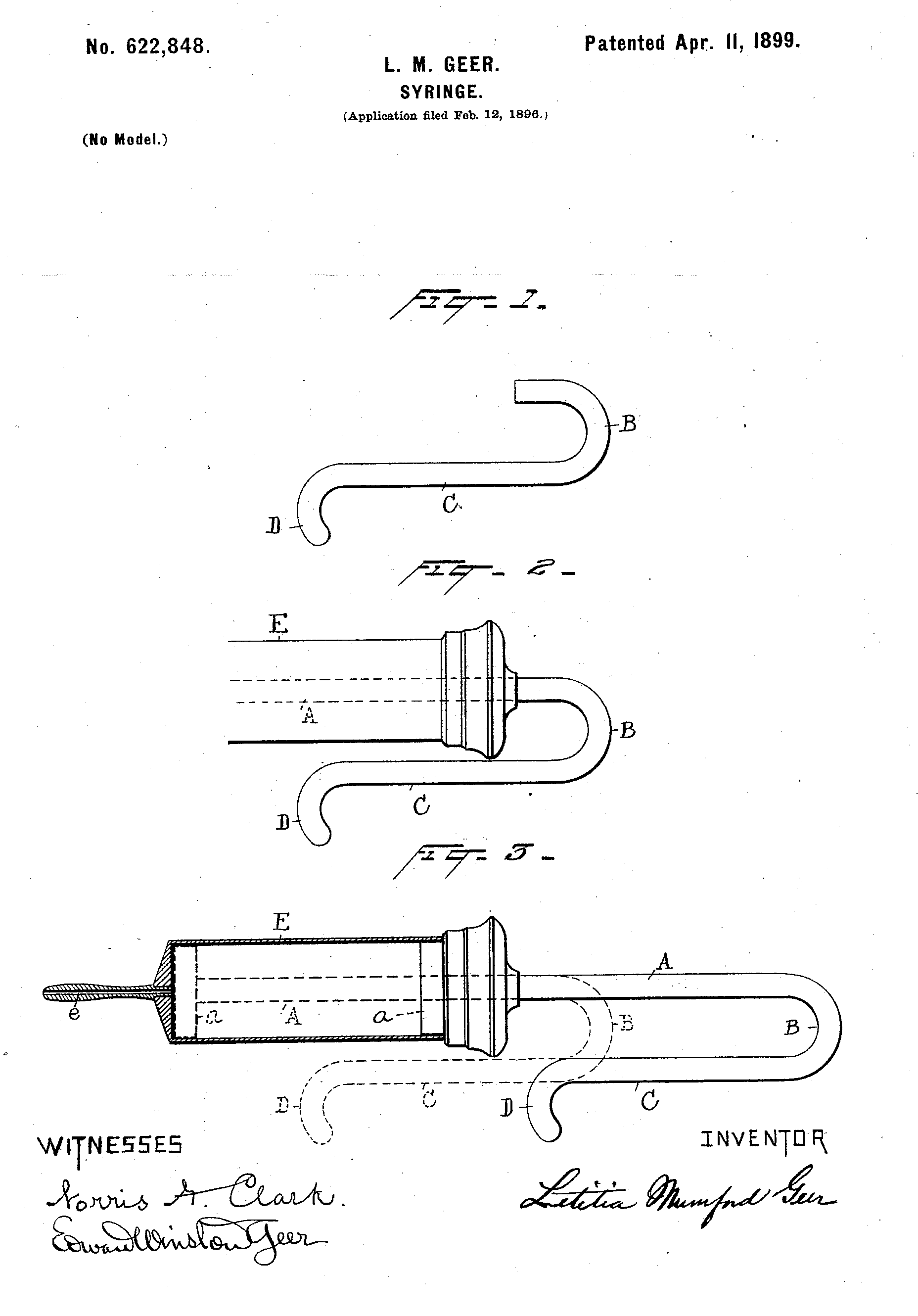
Model de xeringa patentat per Mumford.

va ser una inventora que va patentar la xeringa que es pot fer servir amb una sola mà que és la base per a la majoria de les xeringues mèdiques modernes.
El 12 de febrer de 1896, Letitia Mumford Geer, va presentar una sol·licitud de patent que descriu una xeringa mèdica, patent que se le va concedí el 1899. La patent amb número de publicació 'US622848A' descriu una xeringa mèdica que inclou un cilindre, un pistó, un mànec i un filtre. El cilindre està adaptat per a ser omplert amb el medicament i el pistó està adaptat per a ser operat dins i fora del cilindre. El mànec es troba a l'abast dels dits de la mà en posicions extremes, permetent així una mà per subjectar i operar la xeringa.